# Pelvicachromis roloffi
Pelvicachromis roloffi är en fiskart som först beskrevs av Thys van den Audenaerde, 1968.  Pelvicachromis roloffi ingår i släktet Pelvicachromis och familjen Cichlidae. IUCN kategoriserar arten globalt som nära hotad. Inga underarter finns listade i Catalogue of Life.